# Cyclura nubila
La iguana cubana (Cyclura nubila) es una especie de lagarto que pertenece a la familia de los iguánidos. Es uno de los lagartos más grandes del Caribe, y la mayor especie del género Cyclura, uno de los grupos de lagartos más amenazados. Tiene una cola larga y gruesa, ojos rojos, una papada, y una fila de espinas que corre por la espalda hasta la cola. Es principalmente herbívora, aunque se alimenta ocasionalmente de carroña. 
Las hembras suelen anidar en sitios excavados por cocodrilos cubanos, y protegen sus nidos. Prefiere habitar en medio o cerca de nopales, cuyas espinas forman una protección eficaz contra los depredadores.
C. nubila tiene dos subespecies. La subespecie nominal (C. n. nubila) que se distribuye en las zonas costeras rocosas y los islotes del sur de Cuba. También existe una población asilvestrada en isla  Magüeyes, Puerto Rico. La segunda subespecie, C. n. caymanensis, se encuentra en las islas Caimán de Pequeña Caimán y Cayman Brac. 
La población silvestre está en declive debido a la pérdida de hábitat causada por el desarrollo agrícola, y la depredación por cimarrones (animales domésticos asilvestrados). Sin embargo, el número de iguanas se vio algo reforzado como resultado de la cría en cautividad y otros programas de conservación. Cyclura nubila ha sido objeto de estudio en el ámbito de la evolución y comunicación animal, y su programa de cría en cautividad sirvió como modelo para otros lagartos en peligro de extinción en el Caribe.

## Taxonomía

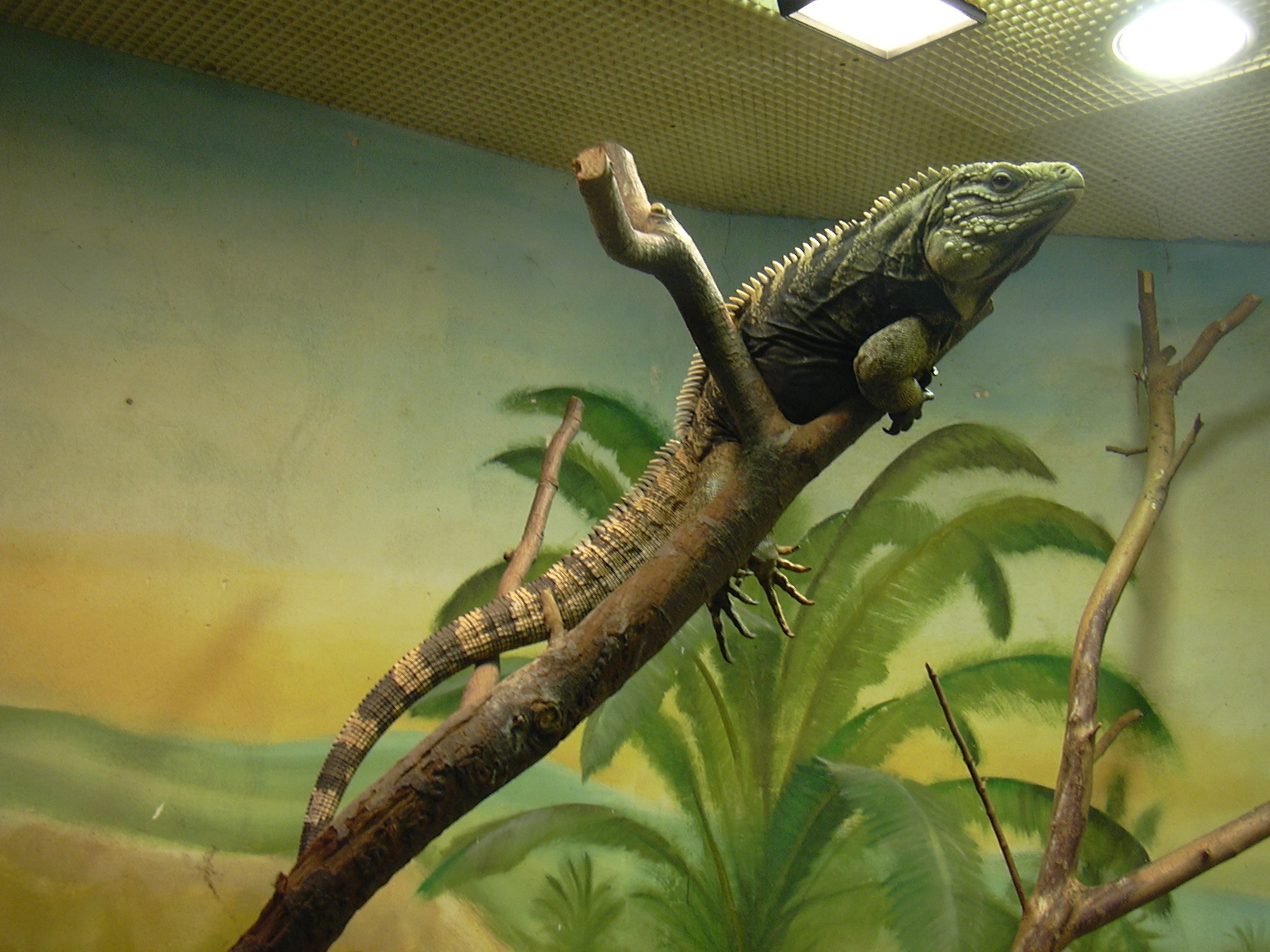
En el zoológico de Ústí nad Labem.

El nombre de género Cyclura se deriva del griego antiguo cyclos (κύκλος) que significa «circular», y ourá (οὐρά) que significa «cola», por la gruesa cola anillada que es característica de todos los Cyclura. John Edward Gray, el zoólogo británico quien describió la especie por primera vez en 1831 como Iguana (Cyclura) nubila o «iguana nublada», la dio el epíteto específico nubila, latín para «nublado».
Los parientes más cercanos de Cyclura nubila son la iguana azul de las Caimán (Cyclura lewisi) y la iguana de Bahamas del Norte (Cyclura cychlura); el análisis filogenético indica que estas tres especies divergieron de un ancestro común hace tres millones de años.
Anteriormente se consideraba que Cyclura nubila tenía hasta tres subespecies, incluyendo la iguana azul de Gran Caimán (denominada Cyclura nubila lewisi), la iguana de Pequeña Caimán (Cyclura nubila caymanensis) y la subespecie nominal de Cuba (Cyclura nubila nubila). Posteriormente esta clasificación fue revisada después del análisis de ADN mitocondrial y estudios de los patrones de escamación de las cabezas de los iguánidos del Caribe (estos patrones son únicos por cada especie y actúan como una «huella digital»). Actualmente la iguana azul de Gran Caimán es reconocida como una especie separada.

## Anatomía y morfología

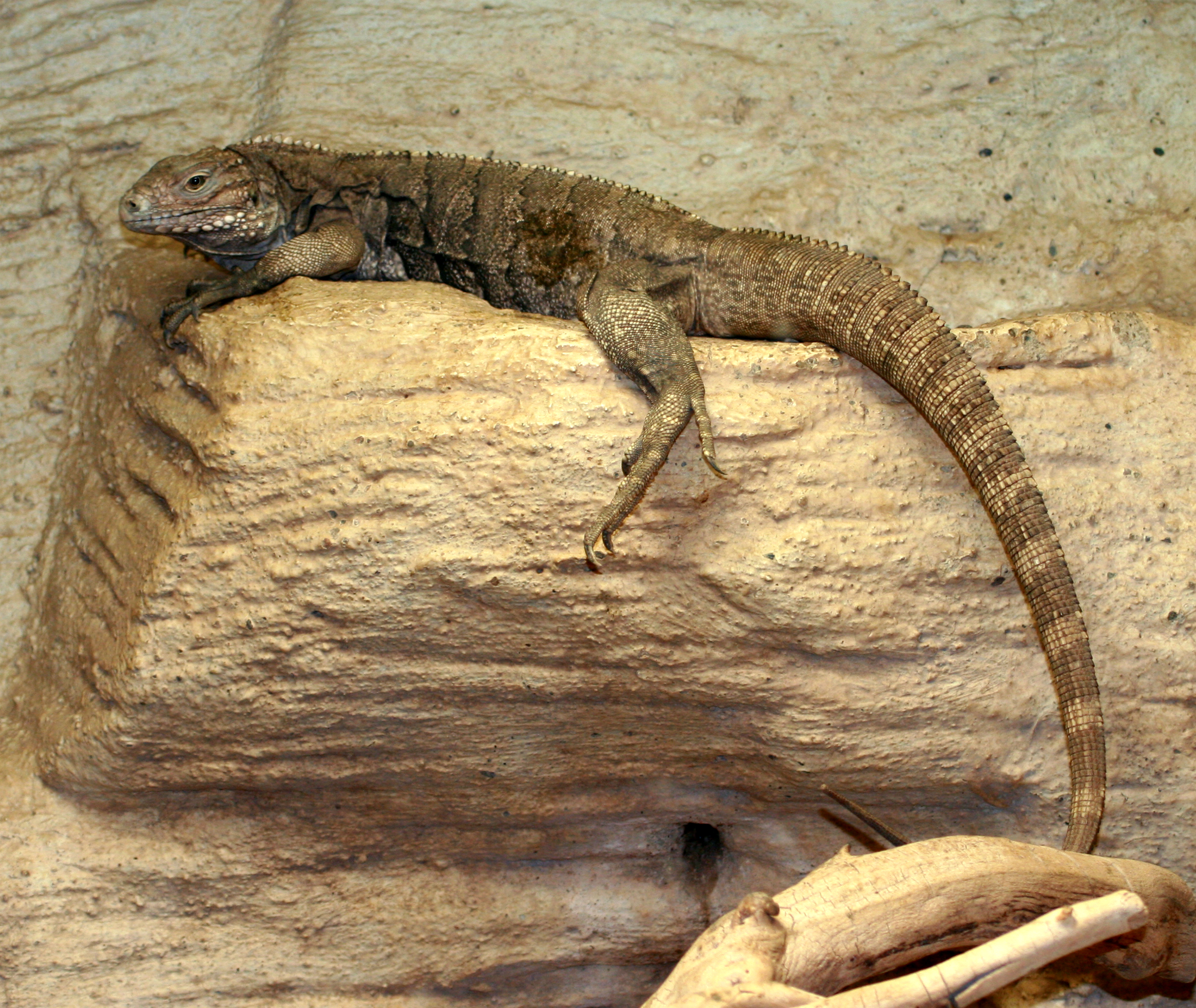
En el zoológico de Praga.

La iguana cubana es un lagarto grande, con una longitud corporal promedio de 40 cm, medida desde el hocico hasta la base de la cola. En la reserva de vida silvestre de la Base Naval de la Bahía de Guantánamo, Cuba, se registraron en raras ocasiones machos con longitudes de hasta 160 cm medidas desde el hocico hasta la punta de la cola, así como hembras midiendo el 75% de ese tamaño.
Existe dimorfismo sexual: los machos son mucho más grandes que las hembras y tienen poros femorales agrandados en su muslos, que utilizan para liberar feromonas para marcar su territorio y atraer a una pareja. La piel de los machos varía de color desde gris oscuro hasta marrón rojizo, mientras que la piel de las hembras es de color verde oliva con rayas o bandas oscuras. En ambos sexos, las extremidades son de color negro con manchas ovaladas de color marrón claro y los pies tienen un color negro. El cuerpo de los juveniles suele tener un color marrón oscuro o verde, con rayas o motas levemente más oscuras en cinco a diez bandas transversales diagonales. Estas bandas se disuelven en el color del cuerpo a medida que la iguana envejece. Ambos sexos poseen una papada (la piel que cuelga debajo del cuello) y una fila de espinas que corre por la espalda hasta la cola gruesa.  La cabeza y el cuello son cortos y robustos, los dientes son anchos y sólidos, y posee poderosos músculos de mandíbula.  Sus mejillas, que crecen a medida que el animal envejece, están cubiertas de protuberancias puntiagudas llamadas escamas tuberculares. El iris de los ojos es de color oro y la esclerótica es roja.
Tiene una excelente visión y puede detectar formas y movimiento a largas distancias. Las células sensoriales, llamadas «conos dobles», dan una aguda percepción del color y la capacidad de ver radiación ultravioleta. Esa última permite optimizar la producción de vitamina D ya que le da la capacidad de identificar los lugares con mayor luz ultravioleta para tomar el sol. Sin embargo, en la penumbra tiene mala visión porque tiene pocos bastones o células fotorreceptoras.  Al igual que otros iguánidos, la iguana cubana tiene un ojo parietal, un órgano fotodetector blanco, en la parte superior de la cabeza. Este «ojo» solo tiene un cristalino y una retina rudimentaria, y no puede formar imágenes, pero es sensible a los cambios en la luz y puede detectar movimiento.

## Alimentación
Al igual que las demás especies del género Cyclura, la iguana cubana es principalmente herbívora; el 95% de su dieta se compone de materia vegetal como hojas, flores, y frutos de hasta 30 especies de plantas diferentes, incluyendo Rachicallis americana, abrojo (Asteraceae), nopal tunero costero (Opuntia stricta), mangle negro (Avicennia germinans), manglar rojo (Rhizophora mangle), olivas, y varias especies de hierbas, sobre todo graminoides. Para ayudar a digerir estos alimentos con alto contenido de celulosa, el 50% del contenido del intestino grueso es ocupado por colonias de nematodos.
Ocasionalmente consume materia animal, y se registraron iguanas individuales que se alimentaron de los cadáveres de aves, peces y cangrejos. Investigadores en isla Magüeyes observaron un único episodio de canibalismo en 2006, cuando una iguana hembra adulta persiguió, capturó, y comió una cría de la misma especie. Los investigadores afirmaron que el incidente podría haber sido causado por la alta densidad de la población de iguanas en isla Magüeyes.
Al igual que otros lagartos herbívoros, la iguana cubana se ve confrontada con el problema de la osmorregulación: materia vegetal contiene más potasio y menos nutrientes por gramo que materia animal, por lo que debe ser consumida en cantidades mayores para satisfacer las necesidades metabólicas del lagarto.  A diferencia de los mamíferos, los riñones de reptiles no pueden concentrar la orina para ahorrar el consumo de agua. En cambio, reptiles excretan residuos nitrogenados tóxicos en la forma de ácido úrico sólida a través de su cloaca. En el caso de la iguana cubana, que consume grandes cantidades de materia vegetal, el exceso de iones de sal se excreta a través de la glándula de sal, de la misma manera que lo hacen las aves.

## Comportamiento y reproducción
La iguana cubana llega a la madurez sexual a una edad de dos o tres años. Antes de alcanzar la madurez sexual, los machos son gregarios, pero se vuelven más agresivos a medida que envejecen, y defienden enérgicamente sus territorios cuando compiten por las hembras. Las hembras son más tolerantes entre sí, excepto después de poner sus huevos.
El apareamiento se produce entre mayo y junio, y las hembras ponen nidadas individuales de 3 a 30 huevos en junio o julio. De acuerdo con la investigación de campo, las hembras depositan sus huevos en los mismos sitios de anidación cada año. Como los sitios de anidación adecuados se vuelven cada vez más raros, los nidos se construyen cada vez más cerca el uno al otro . En la isla de la Juventud en Cuba, las iguanas cubanas anidan en los bolsillos de tierra expuestos al sol por cocodrilos cubanos, después de que los huevos de los cocodrilos eclosionaron.  Estos sitios de anidación están separados de los lugares donde las iguanas adultas viven normalmente.  En áreas donde no hay cocodrilos, las iguanas excavan sus nidos en playas de arena. En el zoológico de San Diego, una hembra construyó su nido excavando la arena en el extremo de una larga cámara. Se mantuvo cerca del nido durante semanas, defendiéndolo agitando la cabeza y silbando a cualquiera que se acercara; este comportamiento demuestra que las iguanas cubanas vigilan y defienden sus nidos. Después de nacer, las crías pasan varios días hasta dos semanas dentro de la cámara del nido antes de emerger de la misma y dispersarse individualmente.
Aunque suele permanecer inmóvil durante mucho tiempo y suele tener un andar lento y pesado debido a su masa corporal, tiene la capacidad de desplazarse con velocidad sorprendente sobre distancias cortas. Los animales juveniles son más arbóreos y buscarán refugio en los árboles, a los que pueden subir con gran agilidad. Es un nadador capaz y puede lanzarse al agua más cercana en caso de peligro. Al verse acorralado, puede morder y azotar con la cola en defensa.

## Distribución y hábitat

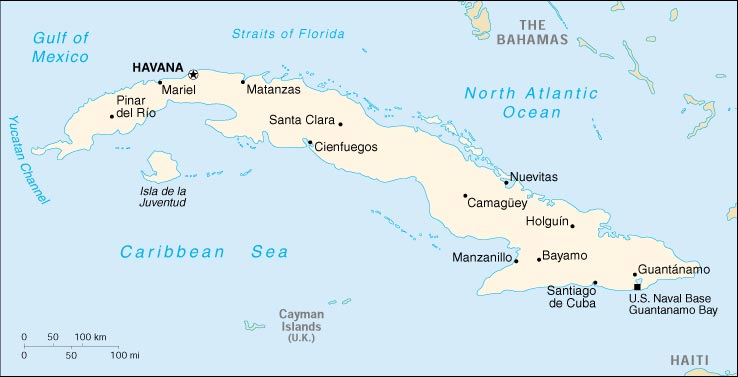
Mapa de Cuba

La iguana cubana se distribuye de manera natural en las zonas costeras rocosas de Cuba y a lo largo de unos 4000 islotes que rodean la isla principal, incluyendo isla de la Juventud en la costa sur, que tiene una de las poblaciones más robustas. Existen poblaciones relativamente seguras en algunos islotes a lo largo de las costas norte y sur y en las áreas protegidas aisladas de la isla principal. Estos incluyen la reserva de la biosfera de Guanahacabibes en el oeste, el parque nacional Desembarco del Granma, el refugio de vida silvestre Hatibonico, la reserva ecológica Punta Negra-Quemados, y el refugio de vida silvestre Delta del Cauto, todos en el este de Cuba. Debido a esta amplia distribución, es difícil obtener información precisa sobre el número de las diferentes subpoblaciones.  La población de iguanas cubanas en la base naval en Guantánamo se ha estimado en 2000 a 3000 animales, cuyo estado protegido es respetado por las fuerzas estadounidenses estacionadas en la base. En mayo de 2005 se produjo un hecho insólito cuando un detenido del centro de detención de la base agredió a un guardia con una cola sangrienta arrancada de una iguana cubana.
La subespecie Cyclura nubila caymanensis es endémica de las islas hermanas de Pequeña Caimán y Cayman Brac. La población de C. n. caymanensis en Caimán Brac se compone de menos de 50 animales, y la de Pequeña Caimán cuenta 1500 animales. Una población asilvestrada de C. n. caymanensis se estableció también en Gran Caimán.

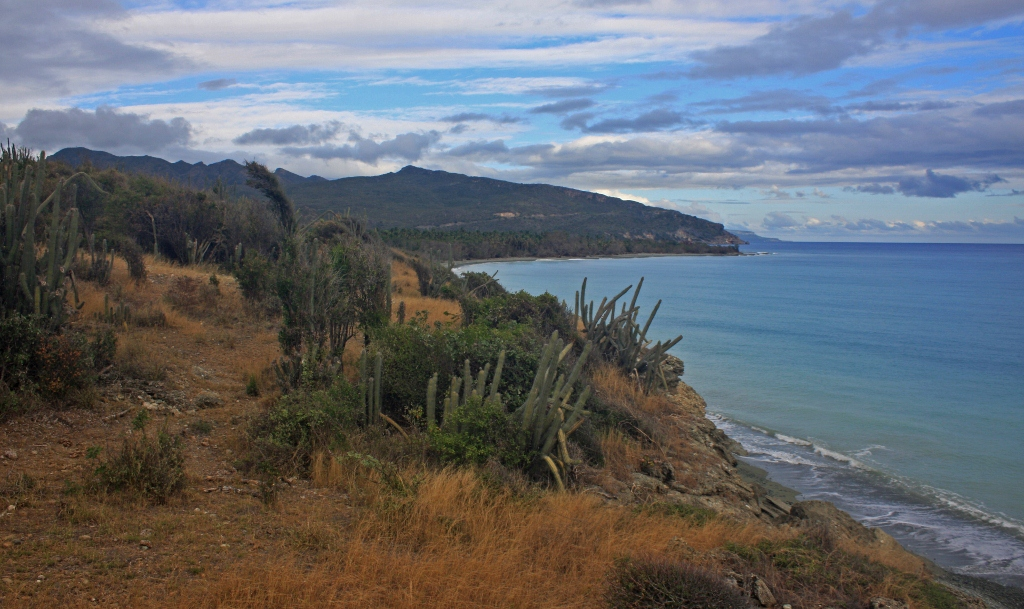
Costa xerófila de la provincia de Guantánamo.

La iguana cubana escava su madriguera cerca de cactus o cardos, a veces incluso dentro del propio cactus. Estas plantas espinosas ofrecen protección y sus frutas y flores forman un alimento para las iguanas. En áreas sin cactus, los lagartos hacen sus madrigueras en los árboles muertos, troncos huecos, y grietas en la piedra caliza.
A mediados de la década de 1960 un pequeño grupo de iguanas cubanas fue liberado de un zoológico en isla Magüeyes, al suroeste de Puerto Rico, y formó una población asilvestrada independiente. A partir de 2000, el Ministerio del Interior de los EE. UU. está discutiendo la posibilidad de eliminar o reubicar esta población de iguanas. La población asilvestrada de isla Magüeyes es la fuente del 90% de las iguanas cubanas cautivas en colecciones privadas, y fue parte de un estudio sobre la comunicación y evolución animal llevado a cabo por Emilia Martins, una bióloga de la Universidad de Indiana, Estados Unidos.
El estudio de Martins comparó el comportamiento de la sacudida de cabeza de la población originaria de Cuba con la de isla Magüeyes. Los episodios de sacudida y las pausas eran hasta 350% más largos en la población asilvestrada. En comparación, el comportamiento de las sacudidas de cabeza de la iguana azul de Gran Caimán solo difería en un 20% del de los animales en Cuba. El rápido cambio en la estructura del comportamiento de exhibición entre la colonia de animales en isla Magüeyes y los de Cuba, ilustra el potencial de una población fundadora de pequeño tamaño como catalizador para la evolución en relación con la comunicación o exhibición. En este caso la diferencia fue de solo seis generaciones a lo máximo.

## Conservación

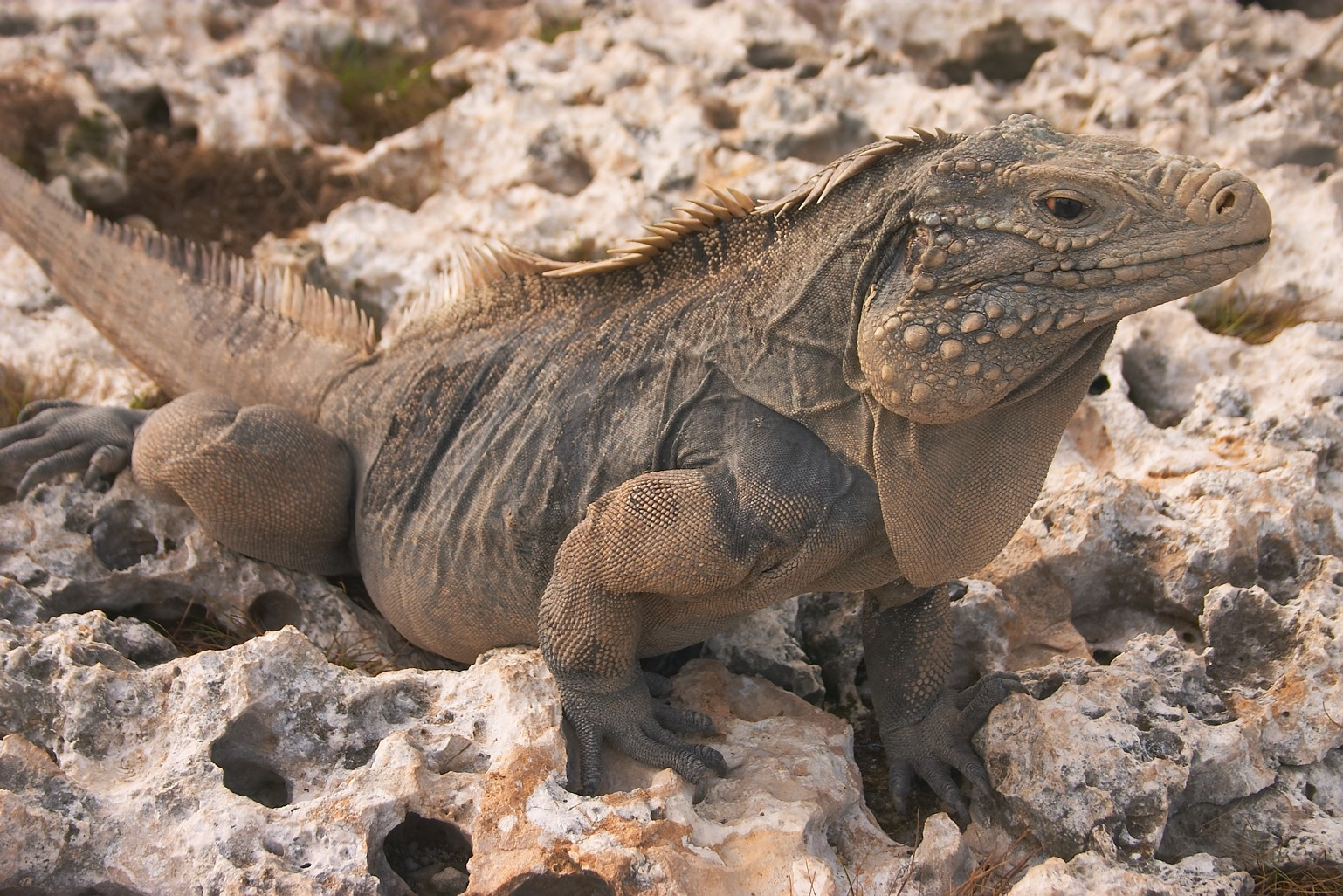
En la naturaleza.

La iguana cubana está clasificada como «vulnerable» en la Lista Roja de la UICN. Se estima que la población total en Cuba oscila entre 40.000 y 60.000, y que la población asilvestrada de isla Magüeyes cuenta más de 1000 animales. Según Allison Alberts, el director de Conservación del Zoológico de San Diego y uno de los principales investigadores en Cuba, entre las muchas especies de vida silvestre en la base naval de Guantánamo, «la iguana cubana es una de las más grandes, sin duda la más visible, y ciertamente la más carismática. Parece que nadie completa un turno de servicio en GTMO sin conocer a estos gigantes de aspecto prehistórico».
La iguana cubana está bien establecida en colecciones públicas y privadas. Muchos parques zoológicos y personas individuales tienen programas de reproducción en cautividad, reduciendo la demanda de iguanas capturadas en la naturaleza para el comercio de mascotas.
En los Estados Unidos, el estado protegido de la iguana cubana bajo la Ley de especies en peligro de extinción (inglés: Endangered Species Act) fue incorporado en la jurisprudencia de manera notable. En el otoño de 2003, el abogado estadounidense Tom Wilner buscó la forma de convencer a los jueces de la Corte Suprema de los EE. UU. a admitir el caso de una docena de prisioneros de Kuwait, detenidos en aislamiento, sin cargos, sin juicio y sin acceso a un abogado, en el centro de detención de los EE. UU. en la Bahía de Guantánamo, Cuba. Según Peter Honigsberg, profesor de Derecho de la Universidad de San Francisco, Wilner presentó infructuosamente dos argumentos para que la Corte admitiera el caso; en su tercer argumento cambió de táctica al mencionar la ley de EE. UU. y la iguana cubana.  Wilner argumentó: «Cualquier persona, incluyendo un oficial del gobierno federal, que viole la Ley de especies en peligro de extinción por lastimar una iguana en Guantánamo, puede ser multada y enjuiciada. Sin embargo, el gobierno argumenta que la ley de EE. UU. no se aplica a la protección de los prisioneros humanos allí». De acuerdo a Honigsberg, esto fue el argumento por el cual el Tribunal Supremo admitió el caso.

### Declive
En general, la especie está en declive, con mayor rapidez en la isla principal que en las islas periféricas. Las poblaciones de la isla principal han ido disminuyendo a un ritmo de más de 1% por año durante los últimos 10 años. La iguana cubana ya no se encuentra en la costa noreste de La Habana, la península de Hicacos o cayo Largo, zonas que hace unos 30 a 40 años contaban con un importante número de iguanas.
A diferencia de otras islas del Caribe que cuentan con poblaciones de iguánidos, el consumo de carne de iguana no es generalizada en Cuba. Aunque ciertas comunidades pesqueras consumen iguanas para su subsistencia, por lo general los cubanos no comen carne de iguana. Según el naturalista Thomas Barbour, esto se basa en creencias infundadas que sugieren que cuando se mata a una iguana, esta emite un líquido oscuro, reminiscente del vómito negro de las víctimas de fiebre amarilla.
El declive de las poblaciones de iguanas cubanas se debe a la destrucción de hábitat causada por el sobrepastoreo del ganado, la construcción de viviendas y la construcción de centros turísticos en las playas donde las iguanas prefieren construir sus nidos. Las poblaciones de iguanas también son afectadas por la depredación de especies introducidas, tales como ratas, gatos y perros. Cerdos cimarrones son responsables de la destrucción de muchos sitios de anidación, que desentierran para comer los huevos. La depredación de huevos por hormigas forma otra amenaza para la especie.

### Recuperación

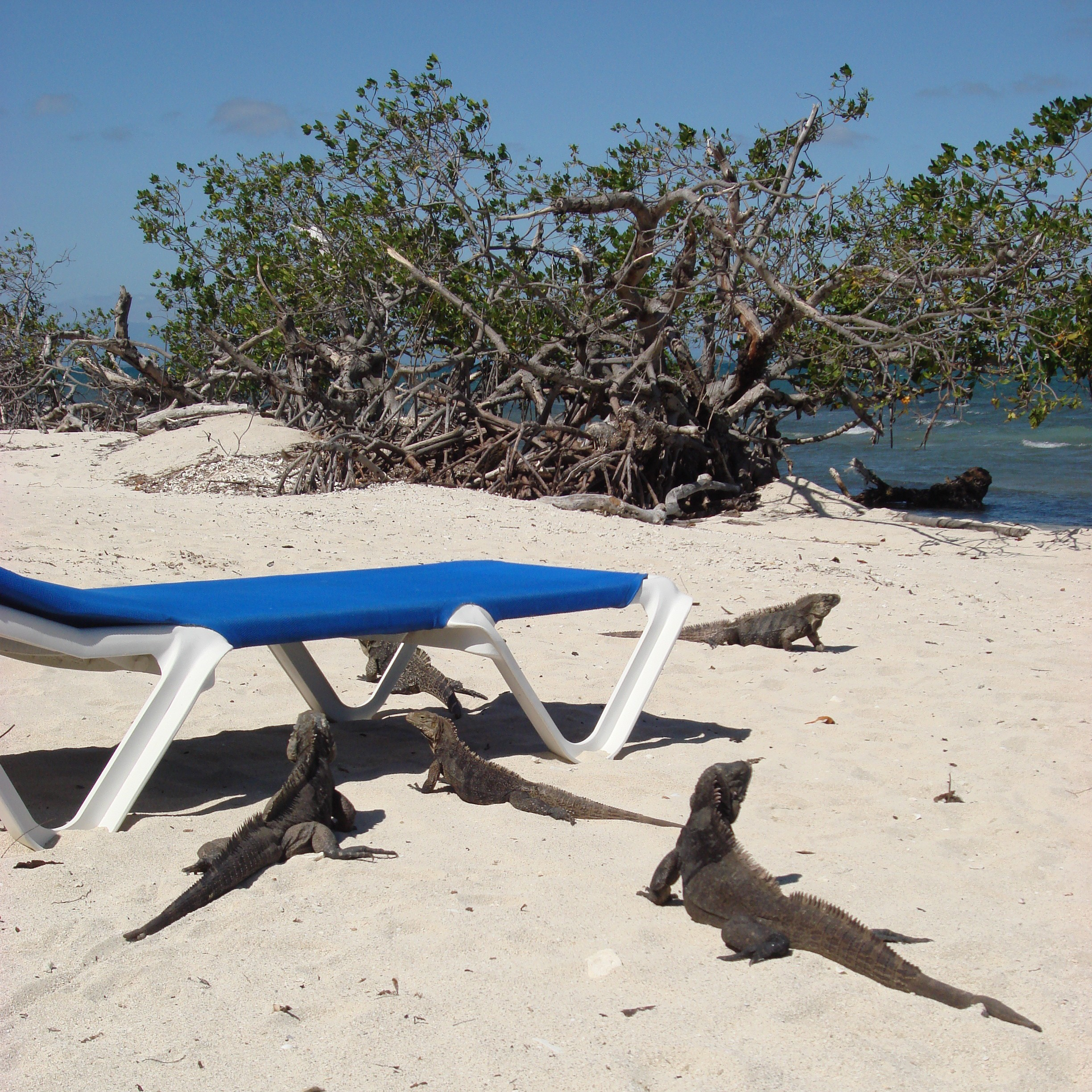
Cyclura nubila en una playa turística.

Con una sola excepción, todas las grandes concentraciones de iguana están parcial o totalmente protegidas por el gobierno cubano. Aunque Cuba no tiene un programa de cría en cautividad, el Centro Nacional de Áreas Protegidas de Cuba ha sugerido que explorará esta ruta en el futuro. En un intento de promover la conciencia sobre este animal, el gobierno cubano emitió en 1985 un peso conmemorativa que lleva la representación de una iguana cubana.
En 1993, el Zoológico de San Diego realizó pruebas, dirigidas por Allison Alberts, con la aplicación del método de la «ventaja inicial» a las iguanas cubanas recién nacidas. Esta «ventaja inicial» es un proceso en el cual los huevos de la iguana cubana son incubados en una incubadora, y tras la eclosión los recién nacidos están protegidos y alimentados durante los primeros 20 meses de vida, es decir, hasta que las iguanas alcancen un tamaño que les permite de huir de depredadores, o de defenderse. Originalmente se utilizó este método para proteger las crías de tortugas marinas, la iguana terrestre de las Galápagos, y la iguana de Utila. El objetivo de las nuevas pruebas no era únicamente de fortalecer la población de iguanas cubanas, sino también de comprobar la eficacia general del método de la «ventaja inicial» como estrategia de conservación para todas las especies del género Cyclura que se encuentren en peligro crítico de extinción.
La estrategia resultó exitosa, según Alberts, ya que se comprobó que las iguanas con «ventaja inicial» reaccionaron normalmente a depredadores, buscaron alimentos, y se comportaron de la misma manera que sus contrapartes nacidas en un ambiente silvestre. Esta estrategia se implementó con éxito en otras especies del género Cyclura y Ctenosaura en peligro crítico de extinción en el Caribe y Centroamérica, incluyendo la iguana de Jamaica, iguana azul de Gran Caimán, iguana de Ricord, Cyclura cychlura inornata, Cyclura rileyi rileyi y iguana de Puerto Rico.